# Зархок
Зархок (тадж.  Зархок) — село в Согдийской области Республики Таджикистан. Центр крупнейшего плодоовощеводческого района Таджикистана.
Зархок расположен в юго-восточной части Согдийской области, в предгорьях Туркестанского хребта, на реке Исфара. В поселке бытует исфаринский диалект таджикского языка.
Население в основном занимается сельским хозяйством, торговлей и животноводством. Имеет одну общеобразовательную школу, ФАП и колхоз, которую в свою очередь включают в себя несколько десятков дехканских хозяйств. Основная сельскохозяйственная культура пшеница, помидор, огурцы, абрикос. Также выращивают все другие виды овощных, бахчевых и фруктовых культур. Система управления считается централизованным (Сельсовет). Председатель джамоата назначается Исполнительным Органом Государственной Власти Исфаринского района и советом старейших.

## География
Зархок окружают высокие разноцветные горы. Природа Зархока очень разнообразна. Из общих особенностей животного мира Зархока следует отметить его различный генетический состав. Зархока невозможно рассматривать в пределах единой зоогеографической подобласти, хотя территория поселка целиком входит в палеарктическую область. Другая особенность животного мира в том, что в нём много эндемиков и он распределен неравномерно по территории и по вертикальным поясам, как бы повторяя собой зональность климатических н почвенно-ботанических условий. Общие экологические условия жизни в них — это высокие летние температуры, скудная растительность, недостаток влаги в почве и в воздухе.

## Административное деление
| Административное деление Зархока |           |
| Махалла                          | Население |
| Истанца                          | 40        |
| Махаллаи Боло                    | 1050      |
| Махалла Поин                     | 726       |
| Махаллаи (Кафтархона)            | 400       |

## Климат
На формирование климата Таджикистана, в том числе и Зархока большое влияние оказывают те же воздушные массы, которые вторгаются на территорию Средней Азии и определяют характер и смену погоды. Выпадение осадков в Зархока и по всей территории Ферганской долины в основном связано с циклонической деятельностью и характером подстилающей поверхности.
Главную роль в выпадении осадков играют южно-каспийский, мургабский и верхнеамударьинский циклоны, а также массы холодного воздуха, передвигающиеся с запада, северо-запада и севера. Достигая фронтальной поверхности гор, пришедшие воздушные массы поднимаются по этой поверхности, охлаждаются и получают дополнительный эффект для образования облаков и выпадения осадков. Все эти воздушные массы вторгаются в пределы Ферганской долины с запада и юго-запада, но на своем пути они сталкиваются с западными и юго-западными склонами горных хребтов Северного Таджикистана и они получают больше осадков, чем подветренные склоны, межгорные долины и котловины. Так, на наветренных склонах Зеравшанского, Туркестанского и Кураминского хребтов количество осадков за год составляет более 400—800 мм. Это подтверждается тем, что в зимний период в этих горных районах образуется глубокий снежный покров, с чем связан сход лавин в весенний период. По мере движения вглубь горной страны эти воздушные массы достигают внутренних территорий, сильно обедненных влагой, вследствие чего межгорные долины и глубокие котловины получают очень мало осадков. В Зархоке годовое количество осадков выпадает: в холодный период года 87 мм, а наибольшее их количество — март и апрель месяцы (25-27 мм); наименьшее в летние месяцы (9-11 мм, авг.).
Как правило, осадки в виде снега выпадают только при отрицательных температурах. В Зархока устойчивый снежный покров отсутствует в 20 % зимы, а в 31-0 % зимы не образуется совсем. Здесь высота снежного покрова только в феврале в среднем достигает 1-3 см, а в остальное время года отсутствует. Наибольшая декадная высота снежного покрова отмечалась в третьей декаде февраля — 4-7 см. Средняя дата появления снежного покрова приходится на 15 декабря, а самая ранняя на 31 октября. Число дней со снежным покровом ровно 21.
Тёплая погода: Климат континентальный, жаркое лето и умеренно холодная зима. Температура воздуха в среднем +27° С в июле и −3 °C в январе. Среднегодовое количество осадков составляет 200—500 мм.
Снегопад: Климат континентальный: январские температуры в долинах колеблются около 0°, в высокогорьях опускаются до −27 °C, июльские температуры варьируют от 23 до 30 °C. Осадков на равнинах выпадает 150—300 мм в год, а выше 1000 м над уровнем моря — 700 мм и более (до 3000 мм в высокогорьях).

## История
Впервые поселок упоминается в исторических актах XVIII века, по некоторым источникам, существовал ещё в VIII—X века.
Археологические раскопки, проведенные в районе Зархока, показывают, что культурные поселения в районе этого поселка существовали во втором тысячелетии до н. э.
Период развития экономики и культуры Зархока связан с вхождением его в состав государства Саманидов. VIII век нашей эры — захватнические походы арабов на территорию края, борьба согдийцев под предводительством героя таджикского народа Деваштича против арабов и покорение Согда арабами.
IX—XII века — область попеременно считалась владением государства Караханидов, Хорезмшахов; 20-е годы XIII века — XIV в. — захват Зархока монголами и пора монгольского владычества; 1220 г. — борьба зархокчан во главе с полководцем, национальным героем Темурмаликом против монгольских захватчиков за независимость края; в XIV—XV веках территория поселка входила в состав государства Темура и темуридов; XVI—XVIII вв. — время правления Шайбонидов и Аштархонидов; XVIII—XIX вв. — время вхождения края то в состав Бухарского эмирата, то Кокандского ханства, переселение большой группы населения из Средней и Верхней Матчи, а также Туркестанского хребта; 60-80 гг.
Русский учёный В Наливкин в своей книге «Краткая история Кокандского ханства» утверждает, что на левом берегу реки Сирдарьи находился кишлак Заркум (ныне известен как Кум Мазор). Учёный пришёл к выводу, что прежнее местонахождение поселка Зархока, было как раз на месте этого кишлака. По его письменным указаниям кишлак Заркум существовал 6 тысяч лет тому назад и впоследствии стал жертвой пожаров от нашествия арабов и монголов. Русский археолог А. М. Костания, исследовав местонахождение кишлака Заркум, утверждал, что когда-то давным — давно здесь существовало поселение. Несколько лет тому назад на севере поселка Зархока были найдены две мраморные бараньи головы и бронзовый кинжал, которые относились к III—IV веку до нашей эры. В настоящее время эти архивные находки скульптурного искусства хранятся в музее Эрмитажа Санкт-Петербурга. Во время перестройки местного мазара был найден кувшин, который, по версиям археологов, имеет двух- или трёхтысячелетнюю историю.
Одна из кровавых страниц истории — это нападение Бухарского эмира Насрулло на владение кокандского хана Мадалимхана в 1842 году. Ожесточенные бои произошли в Канибадаме, Равате и Зархоке, что стало причиной гибели многих людей. О бесчинствах войск эмира Насрулло в Зархока свидетельствует книга «Мунтахаб-ул-таборик» Ходжа Хакимхона (1843): «…Эмир Насрулло захватил Зархок, взял в плен 150 человек. Солдаты эмира Насрулло насильно увозили на конях красивых девушек, на улицах трупы валялись в крови и в грязи с пробитой грудью. Из-за этого насилия и террора земля задрожала, реки закипели, горы загремели, птицы застонали, как будто настал конец света». Каждый раз после таких ужасных кровавых событий Зархок снова восстанавливался, рос и развивался. Во второй половине XIX века царская Россия планировала захватить Среднюю Азию и овладеть богатствами этой плодородной земли, усилить своё политическое влияние и не допустить влияния западных держав на эту территорию. С этой целью царские войска двинулись на Среднюю Азию и напали на Ташкент в 1864 году войска Кокандского Хана поспешили на помощь ташкентцам. Но, несмотря на это, Ташкент был захвачен русскими. Бухарский эмир Музаффар со стотысячной армией остановился в Канибадамском кишлаке Махрам. Люди подумали, что эмир объединится с кокандским ханом и освободит Ташкент. Но эмир воспользовался тем, что кокандский хан беспомощен, остался без войска, и напал на Коканд. Многие были убиты а часть людей взята в плен.
Садриддин Айни в своём очерке «Дуашар» (1940), посвящённом постройке Большого Ферганского канала, вспоминая кровавые события Махрама, пишет: «Когда императорские войска захватили Ташкент; вооруженные люди Ферганы вернулись в свою область, эмир Музаффар в Махраме построил крепость из людских голов и вернулся в Бухару…».
В 1866 году императорские войска полностью захватили Ташкент. И этот захват решил дальнейшую судьбу Кокандского ханства. В 1867 году было основано Туркестанское генерал — губернаторство, центром которого был Ташкент. Между генерал-губернатором и Кокандским ханом Худоёром было подписано мировое соглашение, но позднее Худоёр был снят с поста. Его сын Насриддинбек, который был владыкой Андижана, стал ханом Коканда. Насриддинбек русских объявил «кафирами», иноверцами и призвал людей к восстанию против иноверцев. Возглавил это восстание Абдурахман-медник. Кокандский хан в кишлаке Махрам собрал 30-тысячную армию с целью отражения нападения русских на Коканд. Но русские под руководством генерала Кауфмана, у которого войско было больше и вооружение лучше, чем у местных, после многодневных кровавых столкновений захватили Махрамскую крепость и вытеснили армию Насриддинбека в сторону реки. В этом бою с обеих сторон было убито очень много людей. Известный русский художник В. В. Верещагин, который сам непосредственно был участником захвата крепости, нарисовал картину «Битва в Махраме» и изобразил события этой битвы. После завоевания нескольких городов Ферганы русскими войсками Кокандский хан подписал договор о капитуляции. Согласно этому договору, Махрамская крепость перестала существовать как пограничная крепость. После захвата Ташкента и Ферганской области Средняя Азия находилась в политической зависимости от России. В состав Российского государства вошла Туркестанская область. По сведениям исторических источников, Зархок в течение средних веков входил в состав Канибадамсого уезда Худжандской области. Канибадамская волость с 1866 была в составе Кокандского ханства. После уничтожения этого ханства Канибадам присоединился к Исфаринскому уезду, по приказу Туркестанского генерала — губернатора от 12 марта 1881 г. № 83 Канибадамская волость опять вошла в состав Коканда.
Присоединение Средней Азии к России повлияло на политическую и социальную жизнь Зархока. После строительства железной дороги между Самаркандом и Ферганой в 1899 году политические и экономические связи стали развиваться. Из Зархока этим путём в города России отправлялись хлопок, уголь, сухофрукты, кожа, а обратно привозили пшеницу и промышленные товары. По специальному заданию Российского государства в Среднюю Азию, в том числе и в Зархока, была отправлена группа учёных с целью изучения природных богатств. В Зархоке были обнаружены огромные подземные богатства, в том числе нефть и газ. Были построены Шурабская угольная шахта, предприятие по переработке нефти, САНТО и посёлки для русских эмигрантов.
В 1917 году в Зархоке было 600 жителей, а в поселке САНТО более 1010 жителей. Победа буржуазной революции в феврале 1917 года в России повлияла не только на социально-политическую жизнь России, но и изменила жизнь народов Средней Азии. Рабочие угольной шахты САНТО в Канибадаме организовали Совет рабочих и солдат. Совет защищал интересы рабочих и установил рабочий контроль над производством. Приказ Российского императора о привлечении местного населения в Российские батальоны в тылы фронта вызвал недовольство народов Средней Азии. Несмотря на это, сотни людей из бедных семей были мобилизованы в тылы фронта в Россию. Когда произошла в России Октябрьская революция, в Коканде образовалась «Кокандская автономная область», которая призывала народ к борьбе против революционного правительства. Сторонники Кокандского Автономного правительства временно окружили гарнизон красноармейцев. Временное Автономное «правительство» Коканда долго не продержалось. За очень короткий срок революционные силы свергли это правительство. Победа Октябрьской революции в округе Ходжента, в Канибадаме, в Зархоке и в Исфаре усилилась попозже в мае и в июне 1918 года.
5 мая 1919 года в Канибадаме состоялась конференция коммунистической партии, и было объявлено об организации районного комитета партии. В состав президиума партии входили Исмоил Валиев — первый секретарь комитета, Каримджон Хусейнзода, Хомиджон Муъминов, Ашурбой Бобоев — члены бюро. Действия новой власти и партийного комитета были направлены на открытие школ, оздоровительных пунктов, на создание отделений исполнительного комитета. Несмотря на то, что Автономное Кокандское правительство было уничтожено красноармейцами, антиреволюционные силы смогли объединить 70 тысяч человек против Советской власти и тем самым заложили основу для басмаческого и антиреволюционного движения в Ферганской области. Этим движением руководили царский генерал Рибако и полковник Лоурент из английской миссии под кличкой «Мавлави». Басмаческие банды бесчинствовали и в окрестностях Канибадамского района, грабили и убивали мирных жителей. В эти годы в поселке начался страшный голод. В обращении революционного комитета Канибадама от 3 ноября 1925 г. говорилось, что голод — явление временное и в считанные дни крестьяне получат достаточное количество зерна. В том же году было выделено 1500 пудов зерна для голодающих.
До национально-территориального разделения Средней Азии Махрамские и Исфаринские волости были отдельными от Канибадама. После данного приказа Исполнительного Комитета Узбекистана они присоединились к Канибадамскому району. Так, из трёх волостей в 1925 г. в составе Ферганской области образовался самостоятельный город Канибадам с таджикским населением. В честь организации самостоятельного района Канибадам решением исполнительного комитета района были объявлены трёхдневные массовые гулянья. До организации самостоятельного района Канибадам во всех школах района учебно-воспитательная работа велась на узбекском языке, несмотря на то, что родной язык учащихся был таджикским. Исполнительный комитет Канибадама в решении от 7 мая 1925 года № 14 делопроизводство в учреждениях и учёбу в учебных заведениях постановил вести на таджикском языке.
28.05.1925 года решением исполнительного комитета Ферганской области была определена территория Канибадамского района, в состав которого входили Чоркухская волость с двумя кишлачными советами, Исфаринская волость с четырьмя кишлачными советами и Махрамская волость с двумя кишлачными советами.
14 февраля 1927 года после продолжительных переговоров представителей Канибадамского района с руководителями Ферганской области Канибадамский район, Исфаринский район, как самостоятельный район, вышли из состава Ферганской области и вошли в состав Ходжентского округа.
1927 г. — начало общественно-политической кампании «Худжум» («Наступление») — борьба против паранджи;
В Таджикскую АССР Зархок вошел в составе Ходжентского округа Канибаданского уеда Узбекской ССР в октябре 1928 года. В Таджикскую ССР Зархок вошёл в составе Ходжентского округа Канибадамского уеда в октябре 1929 года. 1 июля 1932 года перешёл в состав Исфаринского уеда Таджикской ССР. 8 марта 1938 года — образование Ленинабадского округа, в состав которого входили Аштский, нынешние Айнинский, Шахристанский, Панджакентский, Дж. Расуловский, Спитаменский, Истаравшанский, собственно Ленинабадский (Костакозский), Ганчинский, Канибадамский и Исфаринский районы;
В 1931 г. началось строительство железной дороги Канибадам — Исфара, в 1932 г. она была сдана в эксплуатацию, строительство дороги продолжалось, и она была проложена до городка Шураб.
В 1930 г. вместо артелей были организованы колхозы. Во время коллективизации народного хозяйства в Зархоке без основания по разным вымышленным причинам крестьяне-середняки, и даже неимущие, вносились в список кулаков. Несколько сельчан, боясь политических репрессий, эмигрировали в Афганистан, Саудовскую Аравию, Пакистан и другие страны. Кроме этого по Указу Народного Комиссариата Таджикистана от 16 ноября 1932 г. свыше 100 хозяйств были переселены в Вахшскую долину. Несмотря на экономические трудности, в 1931 г. новые колхозы сдали государству 162 тонны хлопка. В организации колхозов сыграли большую роль МТС, которые были организованы в Канибадамском районе в 1930 г. и обеспечивали колхозы техникой. В эти годы в районе развивалось хлопководство, садоводство и огородничество. Из года в год повышалась урожайность хлопка, зерна.
В Зархоке издревле был мактаб (начальная религиозная школа). В первые годы Советской власти в Зархоке в 1918—1919 годах открылись первая советская школа. В 1925 г. по указу горисполкома были открыты трёхмесячные курсы по обучению грамоте юношей и девушек, в 1928 г. — двухлетние курсы подготовки учителей, школы для ликвидации безграмотности (ликбез) Обучение в школах до 1930 года велось по арабской графике, с 1930 по 1940 — по латинской, а с 1940 г. и по сей день во всех отраслях духовной жизни народа используется настоящий таджикский алфавит. По указу ЦИК и Совета Народных Комиссаров Таджикистана от 14 августа 1930 г. в республике ввели обязательное начальное образование, 1949 г. — обязательное семилетнее образование, а потом обязательное среднее образование. В первые годы новая школа испытывала большие трудности, так как не хватало учителей, учебников, классов, зарплата выдавалась несвоевременно.
1949 год — массовое переселение населения в Пахтобод для орошения целины и культивирования хлопчатника. В ходе этого переселения, организованного советскими властями, в поселке остается 4 семьи. 1950 год — возвращение переселенных.
Переселения Горной Матчи в Голодную степь, в том числе и в Зархок в 1930—1956.
В 1972—1973 — строительство новой средней общеобразовательной школы № 48 с восьмилетним курсом обучения.
15 ноября 1985 года к северу от лагеря ММГ Карабаг во время выхода спецподразделения разведотдела к старому стрельбищу для проведения учебных стрельб и пристрелки оружия подорвался на фугасной противопехотной мине (ПМН) и получил смертельное ранение, от которого скончался ещё перед посадкой вертолета в Кушке, рядовой РАУПОВ Камбарали Акпарович, радиотелеграфист разведотдела Тахта-Базарского ПогО. От первой мины сдетонировали ещё три. При подрыве ранение получил прапорщик Радионик В. (потерял зрение), пострадали также трое военнослужащих: Пахарев Дмитрий получил осколочное ранение в плечо, а Краснов Николай и Умаров Назим были контужены. Нелетная погода, низкий густой туман не позволили немедленно организовать эвакуацию тяжело раненого Раупова К. А. в госпиталь. Вертолеты из отряда прилетели лишь спустя четыре с половиной часа. Раупов К. А. скончался от полученных ранений перед посадкой вертолета в Кушке. Посмертно награждён орденом Красной Звезды. Похоронен в родном поселке Зархок.
2000 — начало установления минных заграждений на таджикско-узбекской границе узбекской стороной.
25.12.2009 — первые жертвы на таджикско-узбекской границе. Супруги, 37-летний Ойбек Ибрагимов и 35 летняя Зарифа Каримова, во время заготовки дров в окрестностях поселка подорвались на мине.

## Памятники
Могила святого Эшон Бобо, предполагаемого основателя села.

## Культура
Село является одним из центром культуры Ферганской долины. Здесь родились и жили такие деятели культуры, народные артисты Республики Таджикистан сестры Майрам и Сайрам Исоевы, знаток классической музыки Хасанов Пирмухаммад, выдающиеся педагоги Рахматов Абдуллоджон, Кодиров Косимчон.
Зархок с давних времен прославилась народными умельцами. Здесь издревле развивались резьба по дереву, кузнечные, гончарные и другие ремесла.
В окрестностях Зархока снимались эпизоды таких фильмов, как «Через тернии к звёздам», «Двойной обгон», «Сказание о Рустаме», «Рустам и Сухраб», «Сказание о Сиявуше», «Хасан-арбакеш», «Седьмая пуля».